# Paraparixana
Paranapixana (Paraparixana), jedno od neklasificiranih plemena brazilskih Indijanaca u području rijeke Madeira u državi Amazonas. Ovaj kraj osim Múra Indijanaca nastanjuju ili su nastanjivala i neklasificirana plemena Onicoré, Tororí i Irurí